# Grand Prix moto d'Allemagne 2025
Le Grand Prix moto d'Allemagne 2025 est la onzième manche du championnat du monde de vitesse moto 2025.
Cette 88e édition du Grand Prix moto d'Allemagne se déroule du 11 au 13 juillet sur le Sachsenring à Hohenstein-Ernstthal.

## Qualifications

### MotoGP
| Meilleur temps de la session |

| Pos.             | Num | Pilote                | Equipe                            | Constructeur | Temps          | Temps     | Lignes |
| Pos.             | Num | Pilote                | Equipe                            | Constructeur | Q1             | Q2        | Lignes |
| ---------------- | --- | --------------------- | --------------------------------- | ------------ | -------------- | --------- | ------ |
| 1                | 93  | Marc Márquez          | Ducati Lenovo Team                | Ducati       | Qualifié en Q2 | 01:27.811 | 1      |
| 2                | 5   | Johann Zarco          | LCR Honda Castrol                 | Honda        | 01:27.827      | 01:27.962 | 1      |
| 3                | 72  | Marco Bezzecchi       | Aprilia Racing                    | Aprilia      | Qualifié en Q2 | 01:28.232 | 1      |
| 4                | 21  | Franco Morbidelli     | Pertamina Enduro VR46 Racing Team | Ducati       | Qualifié en Q2 | 01:28.650 | 2      |
| 5                | 37  | Pedro Acosta          | Red Bull KTM Factory Racing       | KTM          | Qualifié en Q2 | 01:28.779 | 2      |
| 6                | 73  | Álex Márquez          | BK8 Gresini Racing MotoGP         | Ducati       | Qualifié en Q2 | 01:29.242 | 2      |
| 7                | 20  | Fabio Quartararo      | Monster Energy Yamaha MotoGP Team | Yamaha       | Qualifié en Q2 | 01:29.250 | 3      |
| 8                | 49  | Fabio Di Giannantonio | Pertamina Enduro VR46 Racing Team | Ducati       | Qualifié en Q2 | 01:29.327 | 3      |
| 9                | 43  | Jack Miller           | Prima Pramac Racing               | Yamaha       | Qualifié en Q2 | 01:29.471 | 3      |
| 10               | 33  | Brad Binder           | Red Bull KTM Factory Racing       | KTM          | Qualifié en Q2 | 01:29.505 | 4      |
| 11               | 63  | Francesco Bagnaia     | Ducati Lenovo Team                | Ducati       | Qualifié en Q2 | 01:29.753 | 4      |
| 12               | 12  | Maverick Viñales      | Red Bull KTM Tech3                | KTM          | 01:28.049      | N/A       | 4      |
| 13               | 88  | Miguel Oliveira       | Prima Pramac Racing               | Yamaha       | 01:28.294      | N/A       | 5      |
| 14               | 54  | Fermín Aldeguer       | BK8 Gresini Racing MotoGP         | Ducati       | 01:28.355      | N/A       | 5      |
| 15               | 10  | Luca Marini           | Honda HRC Castrol                 | Honda        | 01:28.851      | N/A       | 5      |
| 16               | 25  | Raúl Fernández        | Trackhouse Racing                 | Aprilia      | 01:28.925      | N/A       | 6      |
| 17               | 36  | Joan Mir              | Honda HRC Castrol                 | Honda        | 01:28.989      | N/A       | 6      |
| 18               | 42  | Álex Rins             | Monster Energy Yamaha MotoGP Team | Yamaha       | 01:29.228      | N/A       | 6      |
| 19               | 79  | Ai Ogura              | Trackhouse Racing                 | Aprilia      | 01:30.104      | N/A       | 7      |
| 20               | 32  | Lorenzo Savadori      | Aprilia Racing                    | Aprilia      | 01:30.453      | N/A       | 7      |
| Rapport officiel |     |                       |                                   |              |                |           |        |

## Classement MotoGP

### Course sprint
| Pos              | Num | Pilote                | Equipe                            | Constructeur | Tours | Temps/Écart | Grille | Points |
| ---------------- | --- | --------------------- | --------------------------------- | ------------ | ----- | ----------- | ------ | ------ |
| 1                | 93  | Marc Márquez          | Ducati Lenovo Team                | Ducati       | 15    | 22:25.747   | 1      | 12     |
| 2                | 72  | Marco Bezzecchi       | Aprilia Racing                    | Aprilia      | 15    | +0.938      | 3      | 9      |
| 3                | 20  | Fabio Quartararo      | Monster Energy Yamaha MotoGP Team | Yamaha       | 15    | +4.361      | 7      | 7      |
| 4                | 49  | Fabio Di Giannantonio | Pertamina Enduro VR46 Racing Team | Ducati       | 15    | +4.683      | 8      | 6      |
| 5                | 43  | Jack Miller           | Prima Pramac Racing               | Yamaha       | 15    | +9.405      | 9      | 5      |
| 6                | 33  | Brad Binder           | Red Bull KTM Factory Racing       | KTM          | 15    | +11.720     | 10     | 4      |
| 7                | 5   | Johann Zarco          | LCR Honda Castrol                 | Honda        | 15    | +12.090     | 2      | 3      |
| 8                | 73  | Álex Márquez          | BK8 Gresini Racing MotoGP         | Ducati       | 15    | +12.347     | 6      | 2      |
| 9                | 37  | Pedro Acosta          | Red Bull KTM Factory Racing       | KTM          | 15    | +17.236     | 5      | 1      |
| 10               | 54  | Fermín Aldeguer       | BK8 Gresini Racing MotoGP         | Ducati       | 15    | +18.728     | 13     |        |
| 11               | 88  | Miguel Oliveira       | Prima Pramac Racing               | Yamaha       | 15    | +19.486     | 12     |        |
| 12               | 63  | Francesco Bagnaia     | Ducati Lenovo Team                | Ducati       | 15    | +20.339     | 11     |        |
| 13               | 25  | Raúl Fernández        | Trackhouse Racing                 | Aprilia      | 15    | +21.978     | 15     |        |
| 14               | 36  | Joan Mir              | Honda HRC Castrol                 | Honda        | 15    | +23.077     | 16     |        |
| 15               | 42  | Álex Rins             | Monster Energy Yamaha MotoGP Team | Yamaha       | 15    | +23.575     | 17     |        |
| 16               | 10  | Luca Marini           | Honda HRC Castrol                 | Honda        | 15    | +29.220     | 14     |        |
| 17               | 79  | Ai Ogura              | Trackhouse Racing                 | Aprilia      | 15    | +31.433     | 18     |        |
| 18               | 32  | Lorenzo Savadori      | Aprilia Racing                    | Aprilia      | 15    | +50.698     | 19     |        |
| Abd.             | 21  | Franco Morbidelli     | Pertamina Enduro VR46 Racing Team | Ducati       | 2     | Abandon     | 4      |        |
| Rapport officiel |     |                       |                                   |              |       |             |        |        |

### Course principale
| Pos              | Num | Pilote                | Equipe                            | Constructeur | Tours | Temps/Écart | Grille | Points |
| ---------------- | --- | --------------------- | --------------------------------- | ------------ | ----- | ----------- | ------ | ------ |
| 1                | 93  | Marc Márquez          | Ducati Lenovo Team                | Ducati       | 30    | 40:42.854   | 1      | 25     |
| 2                | 73  | Álex Márquez          | BK8 Gresini Racing MotoGP         | Ducati       | 30    | +6.380      | 5      | 20     |
| 3                | 63  | Francesco Bagnaia     | Ducati Lenovo Team                | Ducati       | 30    | +7.080      | 10     | 16     |
| 4                | 20  | Fabio Quartararo      | Monster Energy Yamaha MotoGP Team | Yamaha       | 30    | +18.738     | 6      | 13     |
| 5                | 54  | Fermín Aldeguer       | BK8 Gresini Racing MotoGP         | Ducati       | 30    | +18.916     | 12     | 11     |
| 6                | 10  | Luca Marini           | Honda HRC Castrol                 | Honda        | 30    | +24.743     | 13     | 10     |
| 7                | 33  | Brad Binder           | Red Bull KTM Factory Racing       | KTM          | 30    | +24.820     | 9      | 9      |
| 8                | 43  | Jack Miller           | Prima Pramac Racing               | Yamaha       | 30    | +25.757     | 8      | 8      |
| 9                | 25  | Raúl Fernández        | Trackhouse Racing                 | Aprilia      | 30    | +25.859     | 14     | 7      |
| 10               | 42  | Álex Rins             | Monster Energy Yamaha MotoGP Team | Yamaha       | 30    | +39.419     | 16     | 6      |
| Abd.             | 32  | Lorenzo Savadori      | Aprilia Racing                    | Aprilia      | 19    | Abandon     | 18     |        |
| Abd.             | 79  | Ai Ogura              | Trackhouse Racing                 | Aprilia      | 21    | Abandon     | 17     |        |
| Abd.             | 36  | Joan Mir              | Honda HRC Castrol                 | Honda        | 21    | Abandon     | 15     |        |
| Abd.             | 72  | Marco Bezzecchi       | Aprilia Racing                    | Aprilia      | 20    | Abandon     | 3      |        |
| Abd.             | 5   | Johann Zarco          | LCR Honda Castrol                 | Honda        | 17    | Abandon     | 2      |        |
| Abd.             | 49  | Fabio Di Giannantonio | Pertamina Enduro VR46 Racing Team | Ducati       | 17    | Abandon     | 7      |        |
| Abd.             | 37  | Pedro Acosta          | Red Bull KTM Factory Racing       | KTM          | 3     | Abandon     | 4      |        |
| Abd.             | 88  | Miguel Oliveira       | Prima Pramac Racing               | Yamaha       | 2     | Abandon     | 11     |        |
| Rapport officiel |     |                       |                                   |              |       |             |        |        |

## Moto2
| Pos              | Num | Pilote                  | Equipe                        | Constructeur | Tours | Temps/Écart | Grille | Points |
| ---------------- | --- | ----------------------- | ----------------------------- | ------------ | ----- | ----------- | ------ | ------ |
| 1                | 53  | Deniz Öncü              | Red Bull KTM Ajo              | Kalex        | 20    | 28:02.843   | 6      | 25     |
| 2                | 7   | Barry Baltus            | Fantic Racing Lino Sonego     | Kalex        | 20    | +0.129      | 2      | 20     |
| 3                | 96  | Jake Dixon              | ELF Marc VDS Racing Team      | Boscoscuro   | 20    | +1.131      | 1      | 16     |
| 4                | 18  | Manuel González         | LIQUI MOLY Dynavolt Intact GP | Kalex        | 20    | +2.916      | 16     | 13     |
| 5                | 13  | Celestino Vietti        | Folladore SpeedRS Team        | Boscoscuro   | 20    | +3.067      | 18     | 11     |
| 6                | 16  | Joe Roberts             | Onlyfans American Racing Team | Kalex        | 20    | +4.251      | 10     | 10     |
| 7                | 44  | Arón Canet              | Fantic Racing Lino Sonego     | Kalex        | 20    | +6.359      | 12     | 9      |
| 8                | 28  | Izan Guevara            | BLU CRU Pramac Yamaha Moto2   | Boscoscuro   | 20    | +8.241      | 11     | 8      |
| 9                | 71  | Ayumu Sasaki            | RW - Idrofoglia Racing GP     | Kalex        | 20    | +8.489      | 13     | 7      |
| 10               | 12  | Filip Salač             | ELF Marc VDS Racing Team      | Boscoscuro   | 20    | +8.584      | 14     | 6      |
| 11               | 81  | Senna Agius             | LIQUI MOLY Dynavolt Intact GP | Kalex        | 20    | +8.756      | 4      | 5      |
| 12               | 27  | Daniel Holgado          | CFMOTO Inde Aspar Team        | Kalex        | 20    | +9.016      | 15     | 4      |
| 13               | 4   | Iván Ortolá             | QJMOTOR - FRINSA - MSI        | Boscoscuro   | 20    | +10.403     | 9      | 3      |
| 14               | 9   | Jorge Navarro           | KLINT Forward Factory Team    | Forward      | 20    | +18.381     | 24     | 2      |
| 15               | 15  | Darryn Binder           | ITALJET Gresini Moto2         | Kalex        | 20    | +18.583     | 21     | 1      |
| 16               | 95  | Collin Veijer           | Red Bull KTM Ajo              | Kalex        | 20    | +18.982     | 23     |        |
| 17               | 84  | Zonta Van Den Goorbergh | RW - Idrofoglia Racing GP     | Kalex        | 20    | +19.101     | 22     |        |
| 18               | 99  | Adrián Huertas          | Italtrans Racing Team         | Kalex        | 20    | +19.159     | 28     |        |
| 19               | 92  | Yuki Kunii              | Idemitsu Honda Team Asia      | Kalex        | 20    | +19.819     | 19     |        |
| 20               | 11  | Álex Escrig             | KLINT Forward Factory Team    | Forward      | 20    | +23.981     | 20     |        |
| 21               | 23  | Taiga Hada              | Idemitsu Honda Team Asia      | Kalex        | 20    | +27.901     | 26     |        |
| Abd.             | 24  | Marcos Ramírez          | Onlyfans American Racing Team | Kalex        | 20    | Abandon     | 7      |        |
| Abd.             | 75  | Albert Arenas           | ITALJET Gresini Moto2         | Kalex        | 20    | Abandon     | 5      |        |
| Abd.             | 80  | David Alonso            | CFMOTO Inde Aspar Team        | Kalex        | 15    | Abandon     | 17     |        |
| Abd.             | 10  | Diogo Moreira           | Italtrans Racing Team         | Kalex        | 15    | Abandon     | 25     |        |
| Abd.             | 14  | Tony Arbolino           | BLU CRU Pramac Yamaha Moto2   | Boscoscuro   | 6     | Abandon     | 3      |        |
| Abd.             | 61  | Eric Fernández          | QJMOTOR - FRINSA - MSI        | Boscoscuro   | 4     | Abandon     | 27     |        |
| Abd.             | 21  | Alonso López            | Folladore SpeedRS Team        | Boscoscuro   | 1     | Abandon     | 8      |        |
| Rapport officiel |     |                         |                               |              |       |             |        |        |

## Moto3
| Pos              | Num | Pilote             | Equipe                        | Constructeur | Tours | Temps/Écart | Grille | Points |
| ---------------- | --- | ------------------ | ----------------------------- | ------------ | ----- | ----------- | ------ | ------ |
| 1                | 64  | David Muñoz        | LIQUI MOLY Dynavolt Intact GP | KTM          | 23    | 33:27.081   | 4      | 25     |
| 2                | 28  | Máximo Quiles      | CFMOTO Gaviota Aspar Team     | KTM          | 23    | +0.241      | 7      | 20     |
| 3                | 99  | José Antonio Rueda | Red Bull KTM Ajo              | KTM          | 23    | +0.250      | 12     | 16     |
| 4                | 36  | Ángel Piqueras     | FRINSA - MT Helmets - MSI     | KTM          | 23    | +0.298      | 10     | 13     |
| 5                | 83  | Álvaro Carpe       | Red Bull KTM Ajo              | KTM          | 23    | +0.335      | 5      | 11     |
| 6                | 66  | Joel Kelso         | LEVELUP-MTA                   | KTM          | 23    | +0.563      | 13     | 10     |
| 7                | 94  | Guido Pini         | LIQUI MOLY Dynavolt Intact GP | KTM          | 23    | +0.645      | 3      | 9      |
| 8                | 12  | Jacob Roulstone    | Red Bull KTM Tech3            | KTM          | 23    | +0.893      | 18     | 8      |
| 9                | 14  | Cormac Buchanan    | DENSSI Racing - BOE           | KTM          | 23    | +1.505      | 8      | 7      |
| 10               | 89  | Marcos Uriarte     | LEVELUP-MTA                   | KTM          | 23    | +6.518      | 11     | 6      |
| 11               | 71  | Dennis Foggia      | CFMOTO Gaviota Aspar Team     | KTM          | 23    | +9.429      | 24     | 5      |
| 12               | 73  | Valentín Perrone   | Red Bull KTM Tech3            | KTM          | 23    | +9.484      | 15     | 4      |
| 13               | 82  | Stefano Nepa       | SIC58 Squadra Corse           | Honda        | 23    | +9.687      | 23     | 3      |
| 14               | 54  | Riccardo Rossi     | Rivacold Snipers Team         | Honda        | 23    | +11.058     | 22     | 2      |
| 15               | 6   | Ryusei Yamanaka    | FRINSA - MT Helmets - MSI     | KTM          | 23    | +12.298     | 16     | 1      |
| 16               | 55  | Noah Dettwiler     | CIP Green Power               | KTM          | 23    | +27.245     | 14     |        |
| 17               | 48  | Lenoxx Phommara    | SIC58 Squadra Corse           | Honda        | 23    | +43.348     | 25     |        |
| 18               | 10  | Nicola Carraro     | Rivacold Snipers Team         | Honda        | 18    | 5 tours     | 19     |        |
| Abd.             | 72  | Taiyo Furusato     | Honda Team Asia               | Honda        | 22    | Abandon     | 17     |        |
| Abd.             | 19  | Scott Ogden        | CIP Green Power               | KTM          | 19    | Abandon     | 1      |        |
| Abd.             | 22  | David Almansa      | Leopard Racing                | Honda        | 14    | Abandon     | 2      |        |
| Abd.             | 5   | Tatchakorn Buasri  | Honda Team Asia               | Honda        | 10    | Abandon     | 21     |        |
| Abd.             | 31  | Adrián Fernández   | Leopard Racing                | Honda        | 8     | Abandon     | 6      |        |
| Abd.             | 25  | Leonardo Abruzzo   | DENSSI Racing - BOE           | KTM          | 3     | Abandon     | 20     |        |
| Abd.             | 8   | Eddie O'Shea       | GRYD - Mlav Racing            | Honda        | 3     | Abandon     | 9      |        |
| Rapport officiel |     |                    |                               |              |       |             |        |        |

## Classements provisoires aux Championnats
Seul le top5 de chaque championnat a l’issue du Grand Prix est présenté ici.

### MotoGP
|   | Pos. | Pilote | Points |
| - | ---- | ------ | ------ |
| - | 1    |        |        |
| - | 2    |        |        |
| - | 3    |        |        |
| - | 4    |        |        |
| - | 5    |        |        |

|   | Pos. | Constructeur | Points |
| - | ---- | ------------ | ------ |
| - | 1    |              |        |
| - | 2    |              |        |
| - | 3    |              |        |
| - | 4    |              |        |
| - | 5    |              |        |

|   | Pos. | Equipe | Points |
| - | ---- | ------ | ------ |
| - | 1    |        |        |
| - | 2    |        |        |
| - | 3    |        |        |
| - | 4    |        |        |
| - | 5    |        |        |

### Moto2
|   | Pos. | Pilote | Points |
| - | ---- | ------ | ------ |
| - | 1    |        |        |
| - | 2    |        |        |
| - | 3    |        |        |
| - | 4    |        |        |
| - | 5    |        |        |

|   | Pos. | Constructeur | Points |
| - | ---- | ------------ | ------ |
| - | 1    |              |        |
| - | 2    |              |        |

|   | Pos. | Equipe | Points |
| - | ---- | ------ | ------ |
| - | 1    |        |        |
| - | 2    |        |        |
| - | 3    |        |        |
| - | 4    |        |        |
| - | 5    |        |        |

### Moto3
|   | Pos. | Pilote | Points |
| - | ---- | ------ | ------ |
| - | 1    |        |        |
| - | 2    |        |        |
| - | 3    |        |        |
| - | 4    |        |        |
| - | 5    |        |        |

|   | Pos. | Constructeur | Points |
| - | ---- | ------------ | ------ |
| - | 1    |              |        |
| - | 2    |              |        |
| - | 3    |              |        |
|   | 4    |              |        |
| - | 5    |              |        |

|   | Pos. | Equipe | Points |
| - | ---- | ------ | ------ |
| - | 1    |        |        |
| - | 2    |        |        |
| - | 3    |        |        |
| - | 4    |        |        |
| - | 5    |        |        |